# Candida boidinii
Candida boidinii C. Ramírez – gatunek grzybów zaliczany do klasy drożdżaków (Saccharomycetes).

## Systematyka i nazewnictwo
Pozycja w klasyfikacji według Index Fungorum:
Candida, Incertae sedis, Saccharomycetales, Saccharomycetidae, Saccharomycetes, Ascomycota, Fungi.
Opisał go po raz pierwszy w 1953 r. Ramírez Gómez Carlos. Synonimy:
- Candida alcomigas Urakami 1975
- Candida koshuensis Yokots. & Goto 1955
- Candida methanolica Oki & Kouno 1972
- Candida methylica Y.A. Trots. & Bykovsk 1974
- Candida olivaria Santa María 1958
- Candida ooitensis Kumam. & Seriu 1987
- Candida queretana T. Herrera & Ulloa 1978
- Candida silvicola var. melibiosica Nowak.-Waszcz. & Pieţka 1983
- Hansenula alcolica Urakami 1975
- Kloeckera boidinii Kozlova & Meĭsel, 1976

## Charakterystyka
W Polsce wyizolowany został w ściekach kanalizacji komunalnej. Gatunek ten występuje jednak pospolicie i został wyizolowany z różnych substratów związanych z działalnością człowieka (fermentacja wina, produkcja oliwek, tepache itp.). W naturalnym środowisku występuje w glebie, wodzie morskiej, sokach wielu gatunków drzew bogatych w cukier itp.
C. boidini ma duże zastosowanie w biotechnologii. Wykorzystuje w swoim metabolizmie ksylozę. Okazał się przydatny do badania genów związanych z degradacją metanolu. Ponadto gatunek ten bierze udział w przetwórstwie oliwek, gdzie wykazuje różne wielofunkcyjne cechy, takie jak aktywność lipazy, tworzenie biofilmu na naskórku owoców oraz koagregację z gatunkami takimi jak Lactobacillus pentosus.